# William Yorzyk
William Albert "Bill" Yorzyk, Jr. (Northampton, 29 de maio de 1933 – 2 de setembro de 2020) foi um nadador dos Estados Unidos. Ganhador de uma medalha de ouro nos Jogos Olímpicos de Melbourne em 1956.
Bateu 11 recordes mundiais em sua carreira.
Entrou no International Swimming Hall of Fame em 1971.
Morreu no dia 2 de setembro de 2020, aos 87 anos.